# Urologi
Urologi (från grekiskans οὖρον ouron, "urin", och λογία logia, "läran om") är en medicinsk specialitet som fokuserar på kirurgisk och medicinsk behandling av sjukdomar inom urinvägarna hos kvinnor och män. En läkare som har genomgått specialistutbildning inom urologi kallas för urolog.
Urologin inbegriper tumörer och godartade tillstånd inom njurar, urinblåsa, prostata och manliga genitalia. Den kirurgiska behandlingen av urologiska tillstånd inkluderar såväl öppen-, laparoskopisk-, transuretral, robot- samt endoskopisk kirurgi.
Urologi är ett brett forskningsområde som bland mycket annat fokuserar på diagnostik och behandling av prostatacancer.